# Hans Coenders
Johannes Ludovicus Jozef Maria (Hans) Coenders (Sittard, 8 maart 1929 – aldaar, 8 juni 2001) was burgemeester voor de Katholieke Volkspartij en later het CDA van enkele gemeenten in de Nederlandse provincie Limburg.
Hij heeft gestudeerd aan de Sociale Academie in zijn geboorteplaats en was gemeente-ambtenaar voor hij in 1963 benoemd werd tot burgemeester van Urmond waarmee zijn dertigjarige burgemeesterscarrière begon. Bij de gemeentelijke herindeling van 1982 trad hij af als burgemeester van Urmond en van Stein. Hij werd de eerste burgemeester van de fusiegemeente Landgraaf, zijn laatste post. Hij overleed midden 2001 op 72-jarige leeftijd.

## Overzicht burgemeestersposten
- Urmond, 1963-1982 (vanaf 1968 waarnemend)
- Munstergeleen, 1965-1966 (waarnemend burgemeester)
- Stein, 1968-1982
- Landgraaf, 1982-1993

Zijn vader, M.W.J. Coenders, was van 1927 tot 1941 en van 1944 tot 1958 burgemeester van Sittard.